# Хабиби, Хасан
Хасан Ибрагим Хабиби (перс. حسن ابراهیم حبیبی‎; 29 января 1937, Тегеран — 31 января 2013, там же) — иранский государственный деятель, президент Академии персидского языка и литературы с 11 октября 2004, член Совета Культурной революции Ирана.
В 1989—2001 — первый вице-президент Ирана, вначале 8 лет при президенте Рафсанджани, затем ещё 4 — при Хатами. В 2001 (начало второго срока Хатами) его пост занял Мохаммед Реза Ареф.
До вице-президентства Хабиби занимал пост министра юстиции в правительстве Мир-Хосейн Мусави, в 1979 председательствовал в Совете Культурной революции. Хасан Хабиби принимал участие в написании конституции Исламской республики, а также в написании поправок к ней.
Доктор философии в области правоведения и социологии.